# Église Saint-Pierre de Sycamore
Pour les articles homonymes, voir Église Saint-Pierre.
L’église Saint-Pierre (anglais : St. Peter’s Church) est un édifice religieux épiscopalien situé à Sycamore (Illinois), aux États-Unis.

## Situation et accès
L’édifice est situé au no 218 de la rue de Somonauk (anglais : Somonauk Street), sur une parcelle s’étendant jusqu’à la rue de l’Érable (anglais : Maple Street), au sud du centre-ville de Sycamore, et plus largement vers le nord-est du comté de DeKalb.

## Histoire

### Première pierre
La cérémonie de pose de la première pierre a lieu le 7 novembre 1877. Un grand rassemblement assiste au chant de plusieurs hymnes par une chorale, au salut par l’évêque de Chicago, William Edward McLaren (en), ainsi qu’à la récitation de psaumes. Sous la pierre sont placés une bible, un Livre de la prière commune, une histoire de l’organisation Saint-Pierre avec une liste de ses représentants, un journal des actes de la convention du diocèse pour les années 1855 et 1877 et des almanacs de l’Église pour ces années, des exemplaires de presse locale (dont le True Republican (en)), puis l’autographe du clergé et le constructeur présents à cette cérémonie.